# Bruno Petroni
Bruno Petroni (Acqualagna, 16 ottobre 1941 – Milano, 15 agosto 2014) è stato un calciatore italiano, di ruolo attaccante.
Dal 2007 viveva a Sant'Omobono Terme, dove allenava il settore giovanile della Polisportiva Mazzoleni.

## Carriera

### Club
Centravanti cresciuto nelle giovanili dell'Inter, esordisce in Serie A nella stagione 1961-1962,  annata in cui disputa anche 3 incontri in Coppa delle Fiere, con una rete realizzata nella sconfitta esterna contro il Colonia..
A fine stagione passa in prestito al Catania, dove disputa un campionato di Serie A con 11 reti all'attivo (miglior marcatore degli etnei), contribuendo alla salvezza finale dei rossazzurri.
Torna quindi a Milano, dove nella stagione 1963-1964, chiusa dai nerazzurri al secondo posto dopo lo spareggio col Bologna, disputa 10 incontri in campionato con 3 reti all'attivo, fra cui una doppietta proprio ai suoi ex-compagni del Catania.
A fine stagione, non trovando ulteriore spazio in prima squadra, viene ceduto all'Atalanta, con cui realizza 7 reti in Serie A (sui soli 19 complessivi di squadra) e 3 in Coppa Italia che gli valgono il titolo di capocannoniere ex aequo del torneo.
Nel 1965 torna a Catania, dove non ripete la buona stagione di tre anni prima, andando a segno in 3 occasioni e non riuscendo a impedire la retrocessione.
Passa quindi al Genoa dove disputa due stagioni fra i cadetti ed è ricordato come autore della rete decisiva contro il Venezia che porta i rossoblu alla salvezza negli spareggi per evitare la Serie C nell'annata 1967-1968.
Prosegue quindi la carriera nelle serie minori; in carriera ha totalizzato complessivamente 88 presenze e 24 reti in Serie A e 26 presenze e 2 reti in Serie B.

### Nazionale
Ha collezionato complessivamente 5 presenze e 5 reti in Under-21 e una presenza in Under-23. Petroni era stato anche inserito nella rosa dei 22 giocatori che, nel settembre 1964, si stavano preparando per la partecipazione ai Giochi Olimpici di Tokyo, poi non effettuata per l'imputazione di professionismo rivolta ad alcuni componenti da parte del C.I.O. (Comitato Olimpico Internazionale), benché essi fossero formalmente in regola con le norme della F.I.F.A.

## Palmarès

### Competizioni giovanili
- Torneo di Viareggio: 1

Inter: 1962

### Individuale
- Capocannoniere della Coppa Italia: 1

Coppa Italia 1964-1965 (3 gol)